# We Made It (Louis Tomlinson)
We Made It è un singolo del cantante britannico Louis Tomlinson, pubblicato il 25 ottobre 2019 come terzo estratto dal primo album in studio Walls.

## Video musicale
Il videoclip è stato pubblicato sul canale Vevo di Louis Tomlinson in contemporanea con l'uscita del brano.

## Tracce
1. We Made It – 3:21 (testo: John Ryan, Levi Lennox, Julian Bunetta – musica: ADP)